# Åsa Windahl
Åsa Ellinor Windahl (Västerås, 27 de noviembre de 1972) es una deportista sueca que compitió en snowboard. Ganó una medalla de bronce en el Campeonato Mundial de Snowboard de 1999, en la prueba de eslalon gigante paralelo.

## Medallero internacional
| Campeonato Mundial | Campeonato Mundial       | Campeonato Mundial | Campeonato Mundial       |
| Año                | Lugar                    | Medalla            | Competición              |
| ------------------ | ------------------------ | ------------------ | ------------------------ |
| 1999               | Berchtesgaden (Alemania) | Medalla de bronce  | Eslalon gigante paralelo |